# Petruška
Petruška (francuski: Pétrouchka, ruski: Петрушка) je balet Igora Stravinskog iz 1911. Govori o tradicionalnoj ruskoj lutki, Petruški, koja je napravljena od slame i nosi vreću piljevine, čije tijelo oživi i ima mogućnost voljeti, time podsjećajući na Pinokija.
Stravinski je skladao balet tijekom zime 1910./1911. za Djagilevljev Ballets Russes. Premijera je održana u pariškom Théâtre du Chatelet 13. lipnja 1911. pod dirigentskom palicom Pierrea Monteuxa. Dok je produkcija okvirno bila uspješna, glazba djela nije zapanjila veliku većinu. 
Kada je jedan kritičar prišao Djagilevu, pitao ga je: "Pozvao si nas da slušamo ovo?", a Djagilev je odgovorio: "Upravo tako". Značajna je i anegdota iz 1913. kada je Djagilevljeva družina putovala u Beč gdje su im iz prve odbili postaviti balet zbog, kako su oni rekli, njegove schmutzige Musik (prljave glazbe).

## Vanjske poveznice
- Public Domain Scores of Petrushka at IMSLP
- Recordings of Stravinsky's Three Movements of Petrushka -piano version- by Alberto Cobo